# Kurevere (Saaremaa)
Koordinaten: 58° 24′ N, 22° 0′ O
Kurevere (deutsch Kurrifer) ist ein Dorf (estnisch küla) auf der größten estnischen Insel Saaremaa. Es gehört zur Landgemeinde Saaremaa (bis 2017: Landgemeinde Kihelkonna) im Kreis Saare.

## Einwohnerschaft und Lage
Das Dorf hat fünf Einwohner (Stand 31. Dezember 2011). Es liegt im Westen der Halbinsel Tagamõisa, 35 Kilometer nordwestlich der Inselhauptstadt Kuressaare.

## Hafen Jaagarahu
1927 wurde westlich von Kurevere der kleinen Hafens Jaagarahu angelegt, der auch im Winter eisfrei ist. Die Pläne stammten von Aleksander Poleschtschuk (1863–1944). Er diente in den 1920er und 30er Jahren vor allem dem Export aus dem nahegelegenen Calcid-Abbau, der vom Ende des 19. Jahrhunderts bis kurz nach dem Zweiten Weltkrieg genutzt worden war. 1941 und 1949 war der Hafen Schauplatz der sowjetischen Massendeportationen.
Nach einem verheerenden Sturm 1969 wurde der Hafen nicht wiederhergestellt.
Im ehemaligen Tagebau ist heute ein beliebter Badesee entstanden.

## Kultstein
Bei Kurevere wurden insgesamt 76 Kultsteine entdeckt. Die ältesten stammen aus dem ersten Jahrtausend vor Christus.